# Г. Атилий Серан
Г. Атилий Серан (на латински: C. Atilius Serranus) е римлянин от 1 век пр.н.е.
Произлиза от фамилията Атилии, клон Серан.
Серан е баща на Атилия, първата съпруга на Марк Порций Катон Млади Утически и има любовна афера с Юлий Цезар. Дядо е на Марк Порций Катон и Порция Катона, която става съпруга на Марк Юний Брут.